# Owasa
Owasa är en ort i Hardin County i Iowa. Vid 2010 års folkräkning hade Owasa 43 invånare.